# Black Cherry
«Black Cherry» — второй студийный альбом британского дуэта Goldfrapp, выпущенный 28 апреля 2003 года.

## Список композиций
1. «Crystalline Green» — 4:28
2. «Train» — 4:11
3. «Black Cherry» — 4:56
4. «Tiptoe» — 5:10
5. «Deep Honey» — 4:01
6. «Hairy Trees» — 4:37
7. «Twist» — 3:32
8. «Strict Machine» — 3:51
9. «Forever» — 4:14
10. «Slippage» — 3:57

## Участники записи
- Goldfrapp:
  - Элисон Голдфрапп — вокал, клавишные, продюсирование
  - Уилл Грегори — клавишные, продюсирование
- Nick Batt — сопродюсер
- Nick Ingman — струнные аранжировки
- Rowan Oliver — ударные, перкуссия
- Adrian Utley — гитара, бас-гитара («Train»)
- Mark Linkous — клавишные («Train»)
- Charlie Jones — бас-гитара («Strict Machine»)
- Damon Reece — ударные («Strict Machine»)
- Andy Davis — гитара («Slippage»)
- Bruno Ellingham — монтаж
- Mike Marsh — мастеринг
- Tom Elmhirst — сведение
- David Bascombe — сведение («Hairy Trees», «Strict Machine»)